# Helsdingenia ceylonica
Helsdingenia ceylonica är en spindelart som först beskrevs av van Helsdingen 1985.  Helsdingenia ceylonica ingår i släktet Helsdingenia och familjen täckvävarspindlar. Inga underarter finns listade i Catalogue of Life.